# Der Todeskuss des Dr. Fu Man Chu
Der Todeskuss des Dr. Fu Man Chu (in manchen Datenbanken auch unter der früheren Schreibweise Der Todeskuß des Dr. Fu Man Chu geführt) ist der vierte Film der Dr.-Fu-Man-Chu-Serie des britischen Produzenten Harry Alan Towers.

## Handlung
Dr. Fu Man Chu hat sich in den südamerikanischen Regenwald zurückgezogen und dort ein 500 Jahre altes Inka-Gift wiederentdeckt, welches seine Opfer erst erblinden lässt, ehe sie beim nächsten Vollmond sterben. Er infiziert seine Sklavinnen damit; sie sind immun dagegen und sollen seine Gegner küssen, um das Gift zu übertragen.
Fu Man Chus Erzfeind Nayland Smith wird von Celeste geküsst und macht sich daraufhin mit Dr. Petrie auf den Weg nach Südamerika, um das Gegengift zu finden. Mit Carl Jansens Hilfe finden sie Fu Man Chus Hauptquartier. Kurz vor Vollmond gelingt es Dr. Petrie, aus dem Blut von Carmen das Gegengift zu gewinnen und Nayland Smith zu retten.

## Sonstiges
Der Produzent Harry Alan Towers schrieb das Drehbuch unter dem Pseudonym „Peter Welbeck“. Shirley Eaton spielt in einer Szene mit, die allerdings während der Dreharbeiten zu dem im Anschluss (ebenfalls von Towers) produzierten Film Die sieben Männer der Sumuru entstand. Die deutsche Fassung unterscheidet sich von der englischsprachigen Originalfassung The Blood of Fu Manchu in Musik und Schnitt. Für die deutsche Überarbeitung waren Gert Wilden (Musik) und Waltraut Lindenau (Schnitt) zuständig; die deutschen Dialoge und die deutsche Synchron-Regie übernahm Manfred R. Köhler.

## Kritiken
„Sadistisch ausufernder Abenteuerfilm.“

„Grenzenlos ist die Fantasie der Filmleute, wenn es darum geht, eine geschäftsträchtige Figur zugunsten der Kinokasse am Leben zu erhalten.“

„Diese […] sehr oberflächliche, unglaubwürdige deutsch-spanisch-amerikanische Coproduktion geriet […] überaus brutal und an vielen Stellen penetrant sexbetont. Keinen Schuß Pulver wert (trotz Götz George und – in einem winzigen Sklavinnen-Röllchen – Ehefrau Loni von Friedl)!“